# Westminster Quarters
Connue en anglais sous le nom de Westminster Quarters (quarts d'heure de Westminster) cette mélodie est utilisée sur de nombreuses horloges ou carillons pour sonner toutes les heures et même tous les quarts d'heures (air célèbre et très répandu, en particulier sur les horloges et carillons mécaniques). Mais elle est surtout connue pour être la mélodie du palais de Westminster.
On l'appelle aussi souvent les carillons de Westminster (Westminster Chimes), ou les carillons de Cambridge car c'est dans cette ville, en l'Église St Mary the Great, que la mélodie trouve son origine.
La tradition veut par ailleurs que les cinquième et sixième mesures de l'air I know that my redeemer liveth (« je sais que mon Rédempteur vit ») du Messie de Georg Friedrich Haendel aient servi de base à la composition de l'air du carillon à la fin du XVIIIe siècle.

## Description
Il y a en fait une mélodie (variation) différente selon le quart d'heure sonné et chacune a autant de mesures que de quarts d'heure déjà écoulés (donc de une à quatre mesures, du premier quart d'heure jusqu'à l'heure pile). Dans une tonalité en mi majeur, les quatre notes de musique utilisées sont si3, mi4, fa♯4 et sol♯4 (correspondant à quatre cloches dans les horloges mécaniques). Le tout est basé sur cinq motifs (cinq permutations de ces quatre notes). 
Les cinq motifs sont figés et toujours joués ainsi :
1. sol♯4, fa♯4, mi4, si3
2. mi4, sol♯4, fa♯4, si3
3. mi4, fa#4, sol♯4, mi4
4. sol♯4, mi4, fa♯4, si3
5. si3, fa♯4, sol♯4, mi4

Chaque motif est joué au rythme de trois noires puis une blanche pointée et est utilisé exactement deux fois par heure.
L'heure pile est de plus suivie par autant de coups que d'heures écoulées par Big Ben (chaque coup est un mi3). Un coup pour signaler qu'il est une heure, deux coups à deux heures… jusqu'à douze coups pour midi. La séquence en détail :
| 1er quart d'heure : | motif (1)                                                                                                   |
|                     | La lecture audio n'est pas prise en charge dans votre navigateur. Vous pouvez télécharger le fichier audio. |
| demi-heure :        | motifs (2) puis (3)                                                                                         |
|                     | La lecture audio n'est pas prise en charge dans votre navigateur. Vous pouvez télécharger le fichier audio. |
| 3e quart d'heure :  | motifs (4) (5) et (1)                                                                                       |
|                     | La lecture audio n'est pas prise en charge dans votre navigateur. Vous pouvez télécharger le fichier audio. |
| Heure pile :        | motifs (2) (3) (4) et (5) suivis de Big Ben (exemple: 3 heures)                                             |
|                     | La lecture audio n'est pas prise en charge dans votre navigateur. Vous pouvez télécharger le fichier audio. |

En d'autres termes, ces cinq motifs sont joués dans cet ordre (1), (2), (3), (4), (5) et cela est répété une deuxième fois dans le même ordre. C'est une astuce technique des horloges mécaniques. Déjà, il n'y a que 5 séquences à réaliser alors que 10 sont jouées. Ensuite ces séquences sont toujours jouées dans le même ordre et en boucle (on peut imaginer une roue à came sur un engrenage en train de tourner pour jouer ces mélodies). Cela en facilite la fabrication.
En termes musicaux, les premier et troisième quarts d'heure terminent par le si dominant, tandis que les deuxième et quatrième quarts d'heure finissent par le mi tonique.  C'est ce qui a contribué au succès de cette mélodie mais son succès est évidemment propagé aussi par Big Ben…
Remarquons, grâce à l'enregistrement audio sur la version anglaise de l'article, que Big Ben joue cette mélodie en 5 temps (5/4 au lieu de 6/4) pour écourter la durée. En terminant donc par une blanche (non pointée). Les carillons en général font des choix variés sur cette rythmique, parfois liés à leurs limitations techniques. Les heures finales se jouent parfois à un rythme encore différent du reste de la mélodie.